# اورکوپ
اورکوپ (به انگلیسی: Orcop) یک روستا و محله مدنی در بریتانیا است که در هرفوردشر واقع شده‌است. اورکوپ ۴۱۷ نفر جمعیت دارد.